# Marulla da Verona
Marulla da Verona, död 1326, var tetrark eller regerande baronessa av Karystos i Tetrarkin Negroponte på Euboea mellan 1317 och 1326.
Hon var dotter till Bonifacio da Verona och Agnès de Cicon. 
Hon gifte sig med Alfonso Fadrique, som 1317 blev hennes medregent jure uxoris. 
Hon efterträddes av sin son Bonifacio Fadrique. 